# North Cockerington
North Cockerington est une paroisse civile et un village du Lincolnshire, en Angleterre.